# 金塔雙線䲁
金塔雙線䲁（學名：Enneapterygius pyramis），為輻鰭魚綱䲁形目三鰭䲁科雙線䲁屬的一個種，由Ronald Fricke於1994年所描述，分布於太平洋澳洲、新喀里多尼亞、斐濟、萬那杜、東加、薩摩亞、皮特凱恩群島、密克羅尼西亞、土阿莫土群島海域，深度0至30公尺，本魚體型小呈圓柱狀，眼眶上具有觸鬚，雌魚體色白色，帶有黑色圓點，頭部和身體後半部最密集，帶有6條紅色Y形條紋，背鰭3個，第一背鰭比第二背鰭短25%，背鰭硬棘14-19枚、背鰭軟條7-11枚、臀鰭硬棘1枚、臀鰭軟條16-20枚，體長可達3.3公分，棲息在珊瑚礁、潟湖，雌魚產附著性卵在藻類築的巢，雄魚會守護卵，幼魚為浮游性，生活習性不明。